# دهستان سعادت‌آباد
دهستان سعادت‌آباد نام دهستانی در بخش پاریز شهرستان سیرجان، استان کرمان در ایران است. براساس سرشماری مرکز آمار ایران در سال ۱۳۸۵، جمعیت آن ۵۷۹۰ نفر (۱۳۴۱ خانوار) بوده‌است.